# Parafia Najświętszego Zbawiciela w Ostrowie Wielkopolskim
Parafia pw. Najświętszego Zbawiciela w Ostrowie Wielkopolskim – rzymskokatolicka parafia w dekanacie Ostrów Wielkopolski II.
Parafia została erygowana 1 lipca 1982 roku przez arcybiskupa Jerzego Strobę.
Przy parafii swoją działalność prowadzą: Matki Różańcowe, Mężczyźni Różańcowi, Chórek „Promyczki”, Chór parafialny, Krąg Kościoła domowego, Grupa Biblijna, Grupa Młodzieżowa, Grupa Charytatywna, Redakcja gazetki parafialnej.